# Bloodsports
| Оценки критиков | Оценки критиков |
| Источник        | Оценка |
| --------------- | --- |
| Clash           | [ 3 ] |
| Telegraph       | [ 4 ] |
| Digital Spy     | [ 5 ] |
| The Guardian    | [ 6 ] |
| Mojo            | 4 из 5 звёзд · 4 из 5 звёзд · 4 из 5 звёзд · 4 из 5 звёзд · 4 из 5 звёзд                                                                                      |
| Metro           | [ 7 ] |
| MusicOMH        | [ 8 ] |
| NME             | [ 9 ] |
| Q               | 4 из 5 звёзд · 4 из 5 звёзд · 4 из 5 звёзд · 4 из 5 звёзд · 4 из 5 звёзд                                                                                      |
| The Skinny      | [ 10 ] |
| Uncut           | 7 из 10 звёзд · 7 из 10 звёзд · 7 из 10 звёзд · 7 из 10 звёзд · 7 из 10 звёзд · 7 из 10 звёзд · 7 из 10 звёзд · 7 из 10 звёзд · 7 из 10 звёзд · 7 из 10 звёзд |
| Allmusic        | [ 11 ] |

Bloodsports — шестой студийный альбом группы Suede, издан в марте 2013 года. Это первый студийный альбом группы за 11 лет (после A New Morning 2002 года).

## Об альбоме
По словам солиста группы Бретта Андерсона, новый альбом звучит как нечто среднее между альбомами Dog Man Star (1994 г.) и Coming Up (1996 г.), но не имеет ничего общего с A New Morning.
Группа исполнила несколько новых песен в 2011 году, но когда группа приступила к работе в студии под руководством продюсера Эда Баллера (который работал с первыми тремя альбомами Suede), большинство из них было забраковано.
В январе 2013 года Suede предоставили для бесплатного скачивания песню «Barriers», а первый сингл, «It Starts and Ends with You», был выпущен 4 февраля.
Bloodsports — первый после Head Music альбом группы, попавший в первую десятку в чарте.

## Отзывы
Bloodsports удостоился очень хороших отзывов критики и стал самым успешным в этом плане альбомом Suede после Coming Up 1996 года. На сайте Metacritic, где альбомы оцениваются по стобалльной шкале на основе отзывов известных музыкальных критиков, он, на основе 29 обзоров, получил оценку 80 баллов.
Альбом попал во множество списков лучших альбомов 2013 года, например:
| Издание         | Страна | Список                       | Год  | Место |
| --------------- | ------ | ---------------------------- | ---- | ----- |
| Q               | UK     | 50 альбомов года             | 2013 | 22    |
| ABC News        | US     | 50 лучших альбомов 2013 года | 2013 | 29    |
| Rough Trade     | UK     | Топ-100 альбомов года        | 2013 | 67    |
| The Quietus     | UK     | Альбомы года                 | 2013 | 42    |
| PopMatters      | US     | 75 лучших альбомов года      | 2013 | 57    |
| Allmusic        | US     | Лучшие 50 альбомов 2013 года | 2013 | N/A   |
| Under the Radar | US     | Топ-125 альбомов 2013 года   | 2013 | 23    |

## Список композиций
| №   | Название                           | Автор(ы)                                           | Длительность |
| --- | ---------------------------------- | -------------------------------------------------- | ------------ |
| 1.  | «Barriers»                         | Бретт Андерсон, Нил Кодлинг, Ричард Оукс           | 3:42         |
| 2.  | «Snowblind»                        | Андерсон, Оукс                                     | 4:03         |
| 3.  | «It Starts and Ends with You»      | Андерсон, Кодлинг                                  | 3:51         |
| 4.  | «Sabotage»                         | Андерсон, Кодлинг                                  | 3:45         |
| 5.  | «For the Strangers»                | Андерсон, Кодлинг, Оукс                            | 4:12         |
| 6.  | «Hit Me»                           | Андерсон, Кодлинг, Оукс                            | 4:03         |
| 7.  | «Sometimes I Feel I'll Float Away» | Андерсон, Оукс                                     | 4:12         |
| 8.  | «What Are You Not Telling Me?»     | Андерсон, Кодлинг, Оукс                            | 3:12         |
| 9.  | «Always»                           | Андерсон, Кодлинг, Саймон Гилберт, Оукс, Мэт Осман | 4:42         |
| 10. | «Faultlines»                       | Андерсон, Кодлинг, Оукс                            | 4:05         |

| №   | Название                              | Автор(ы)       | Длительность |
| --- | ------------------------------------- | -------------- | ------------ |
| 11. | «Dawn Chorus»                         | Андерсон, Оукс | 4:03         |
| 12. | «Howl»                                |                | 3:35         |
| 13. | «It Starts and Ends with You» (видео) |                | 3:53         |
| 14. | «iPod Armistice» (видео)              |                | 17:51        |

| №   | Название              | Автор(ы)       | Длительность |
| --- | --------------------- | -------------- | ------------ |
| 11. | «Dawn Chorus»         | Андерсон, Оукс | 4:03         |
| 12. | «Nothing Can Stop Us» |                | 3:35         |

| №   | Название          | Автор(ы)                | Длительность |
| --- | ----------------- | ----------------------- | ------------ |
| 11. | «Dawn Chorus»     | Андерсон, Оукс          | 4:03         |
| 12. | «No Holding Back» | Андерсон, Оукс, Кодлинг | 3:52         |